# Pseudofavolus orinocensis
Pseudofavolus orinocensis är en svampart som först beskrevs av Pat. & Gaillard, och fick sitt nu gällande namn av Leif Ryvarden 1972. Pseudofavolus orinocensis ingår i släktet Pseudofavolus och familjen Polyporaceae.   Inga underarter finns listade i Catalogue of Life.